# Distrikt Mollebaya
Der Distrikt Mollebaya liegt in der Provinz Arequipa der Region Arequipa in Südwest-Peru. Der Distrikt wurde am 27. Mai 1952 gegründet. Er hat eine Fläche von 26,7 km². Beim Zensus 2017 lebten 4756 Einwohner im Distrikt. Im Jahr 1993 lag die Einwohnerzahl bei 778, im Jahr 2007 bei 1410. Die Distriktverwaltung liegt in der 2483 m hoch gelegenen Ortschaft Mollebaya mit 433 Einwohnern (Stand 2017). Mollebaya liegt im südöstlichen Randbereich des Ballungsraumes der Provinz- und Regionshauptstadt Arequipa etwa 12 km von deren Stadtzentrum entfernt. 

## Geographische Lage
Der Distrikt Mollebaya liegt zentral in der Provinz Arequipa. Er erstreckt sich über die westlichen Ausläufer des 27 km weiter östlich gelegenen Vulkans Picchu Picchu.
Der Distrikt Mollebaya grenzt im Norden an den Distrikt Characato, im Osten an den Distrikt Pocsi, im Süden an den Distrikt Quequeña, im Südwesten an den Distrikt Yarabamba sowie im Westen an den Distrikt Socabaya.